# Чедомир Протић
Чедомир К. Протић је био српски песник и референт за избеглице. Убијен је од стране четника на Дивотину крај Црквенца 29. априла 1944. године.

## Дела[2]
- У очајним тренуцима (1911)
- Библијски сонети (1925, Штампарија Застава, Нови Сад)[3]
- Откуцаји (1929, Правда, Вршац)